# Polyptychus andosa
Polyptychus andosa är en fjärilsart som beskrevs av Walker 1856. Polyptychus andosa ingår i släktet Polyptychus och familjen svärmare. Inga underarter finns listade i Catalogue of Life.

## Bildgalleri

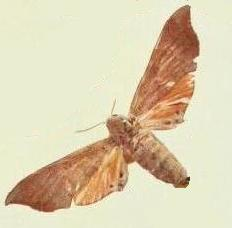